# Elizabeth Hawthorne
Elizabeth Hawthorne (* 30. April 1947 in Christchurch) ist eine neuseeländische Theater- und Filmschauspielerin.

## Leben
Elizabeth Hawthorne ist seit Mitte der 1970er Jahre als Theaterschauspielerin aktiv. Sie spielte beim Corporate Theatre, am Mercury Theatre und bei der Auckland Theatre Company. 2001 wurde sie mit dem Neuseeländischen Verdienstorden für ihre Verdienste in der Theaterwelt ausgezeichnet.
Neben ihrer Arbeit auf der Theaterbühne war Hawthorne ab Mitte der 1980er Jahre durchgehend als Fernsehdarstellerin aktiv. So verkörperte sie im Laufe der Zeit diverse Rollen in Fernsehserien wie Hercules, Xena – Die Kriegerprinzessin oder Legend of the Seeker – Das Schwert der Wahrheit. Als Filmschauspielerin sah man sie vor allem in Nebenrollen, unter anderem in Die Chroniken von Narnia: Der König von Narnia (2005) als Mrs. Macready oder in Underworld – Aufstand der Lykaner (2009) als Orsova.

## Filmografie (Auswahl)
- 1985: Hot Target – Eiskalt ohne Gnade (Hot Target)
- 1985: Heart of the High Country (Fernsehserie, 1 Folge)
- 1985: Hanlon (Fernsehserie)
- 1989: The Shadow Trader (Fernsehserie, 2 Folgen)
- 1992: Shortland Street (Fernsehserie)
- 1992: Alex
- 1993: Weit draußen lauert der Tod (Adrift, Fernsehfilm)
- 1993: Tommyknockers – Das Monstrum (The Tommyknockers, Fernsehserie, 2 Folgen)
- 1993: Jack the Nimble
- 1994: Hercules und das vergessene Königreich (Hercules: The Legendary Journeys – Hercules and the Lost Kingdom, Fernsehfilm)
- 1994: Der unsichtbare Tod (The Last Tattoo)
- 1996: The Frighteners
- 1996: The Beach (Kurzfilm)
- 1997: The Bar (Kurzfilm)
- 1995–1999: Der junge Hercules (Young Hercules, Fernsehserie, 4 Folgen)
- 1995–1999: Hercules (Hercules: The Legendary Journeys, Fernsehserie, 6 Folgen)
- 1999: Greenstone (Fernsehserie)
- 1999: Lawless (Fernsehfilm)
- 2000: Savage Honeymoon
- 2000: Jubilee
- 2000–2001: Cleopatra 2525 (Fernsehserie, 27 Folgen)
- 2001: Xena – Die Kriegerprinzessin (Xena: Warrior Princess, Fernsehserie, 1 Folge)
- 2001: Mercy Peak (Fernsehserie, 1 Folge)
- 2001: Exposure – Gefährliche Enthüllung (Exposure)
- 2001: Schrei, so lang du kannst! (No One Can Hear You)
- 2001: Spin Doctoers (Fernsehserie, 1 Folge)
- 2004: Familie auf Umwegen (Raising Waylon)
- 2004: Picnic Stops (Kurzfilm)
- 2004: Not Only But Always (Fernsehfilm)
- 2005: Die Chroniken von Narnia: Der König von Narnia (The Chronicles of Narnia: The Lion, the Witch and the Wardrobe)
- 2006: Amazing Extraordinary Friends (Fernsehserie, 1 Folge)
- 2007: 30 Days of Night
- 2007: The Man Who Lost His Head (Fernsehfilm)
- 2007: The Adventures of Voopa the Goolash (Fernsehserie, 13 Folgen)
- 2007–2010: Outrageous Fortune (Fernsehserie, 30 Folgen)
- 2008: Kiss me Deadly – Codename: Delphi (Kiss me Daedly, Fernsehfilm)
- 2008: Jinx Sister
- 2008: Burying Brian (Fernsehserie, 4 Folgen)
- 2009: Underworld – Aufstand der Lykaner (Underworld: Rise of the Lycans)
- 2010: Legend of the Seeker – Das Schwert der Wahrheit (Legend of the Seeker, Fernsehserie, 3 Folgen)
- 2010: After the Waterfall
- 2010: Amadi (Kurzfilm)
- 2010: Be Carefull... (Kurzfilm)
- 2011–2014: Nothing Trivial (Fernsehserie, 8 Folgen)
- 2013: White Lies
- 2014: Liebe hat zwei Gesichter (A Face in a Mirror, Kurzfilm)
- 2015–2018: 800 Words (Fernsehserie, 6 Folgen)
- 2016: Terry Teo (Fernsehserie, 2 Folgen)
- 2016: Liebe zwischen den Meeren (The Light Between Ocean)
- 2016: Power Rangers Dino Charge (Fernsehserie, 1 Folge)
- 2017: Wanted (Fernsehserie, 3 Folgen)
- 2016–2017: Filthy Rich (Fernsehserie, 33 Folgen)
- 2018: Die Farbe des Horizonts (Adrift)
- 2018: Mortal Engines: Krieg der Städte (Mortal Engines)
- 2019: Quimbo’s Quest (Fernsehserie, 1 Folge)
- 2019: Daniel (Kurzfilm)
- 2023: The Moon Is Upside Down
- 2024: Dark City: The Cleaner (Fernsehserie, 6  Folgen)
- 2024: Friends Like Her (Fernsehserie, 6  Folgen)